# L'ingorgo
L'ingorgo is een Italiaanse film van Luigi Comencini uit 1979, met in de hoofdrollen Annie Girardot, Fernando Rey, Miou-Miou, Gérard Depardieu, Ugo Tognazzi en Marcello Mastroianni. De film is gebaseerd op een novelle van Julio Cortázar, L'Autoroute du Sud.
De film was een Italiaans-Frans-Duits-Spaanse co-productie. De film is dan ook gekend onder de titels Le Grand Embouteillage, Stau (televisieversie: Der große Stau) en El Gran atasco.

## Rolverdeling
| Acteur               | Personage         |
| -------------------- | ----------------- |
| Annie Girardot       | Irene             |
| Fernando Rey         | Carlo             |
| Miou-Miou            | Angela            |
| Gérard Depardieu     | Franco            |
| Ugo Tognazzi         | Professor         |
| Marcello Mastroianni | Marco Montefoschi |
| Stefania Sandrelli   | Teresa            |
| Alberto Sordi        | De Benedetti      |
| Orazio Orlando       | Ferretti          |
| Gianni Cavina        | Pompeo            |
| Harry Baer           | Mario             |
| Ángela Molina        | Martina           |
| Ciccio Ingrassia     | de stervende man  |
| Patrick Dewaere      | jonge man         |
| Giovannella Grifeo   | Germana Gargiulo  |